# ワーシントン・ジョージ・スミス
ワーシントン・ジョージ・スミス（Worthington George Smith、1835年3月23日 – 1917年10月27日）はイギリスの漫画家、挿絵画家、考古学者、植物病理学者、菌類学者である。

## 略歴
ロンドンのショーディッチに役人の息子に生まれた。初め、建築を学び、建築家のホレイス・ジョーンズのもとで働いた。製図工として力をつけ、多くの建築学会のメンバーにもなったが 、1861年に仕事をやめ、フリーのイラストレータとして暮らすことにした。建築の専門誌、The Builderの挿絵画家として働き、その後の20年間に定期的に寄稿した。
植物や園芸に興味を持ち、植物画家としての名声を得るようになった。ジョセフ・パクストンらが創刊した絵入りの園芸雑誌、Gardeners' Chronicleに、挿絵を描き、1869年に主任挿絵画家になり、その職を40年間続けた。Journal of Horticulture 誌や他の刊行物の挿絵も描いた。1880年には有名な植物学者、植物画家のウォルター・フィッチと共著で"Illustrations of the British Flora, Drawn by W.h. Fitch and W.g. Smith"を出版した。
スミスはキノコの専門家として知られるようになり、菌類の収集、研究およびキノコの博物画を描いた。菌類に関する多くの記事や論文を執筆し、著書も出版した。1867年に有毒なキノコと食用キノコを多色で布に印刷したポスター形式で描き、小冊子とともに出版した。1870年に "Clavis Agaricinorum"を出版し、1879年に一般向けのキノコの本を出版した。 菌類学者のスティーブンソン（John Albert Stevenson）の著書、"Hymenomycetes Britannici"の絵を描き、マイルズ・ジョセフ・バークリーの著書、"Outlines of British Fungology"の補遺も行った。
1875年に、スミスはジャガイモ飢饉を起こしたエキビョウキンについて論文を発表し、王立園芸協会から賞を受け、植物病理学者としても認められ、政府の植物疫病対策の委員会の委員に任命され、1884年にはこの分野の著作を発表した。
ロンドン自然史博物館のキノコ類の展示に関わり、1898年に案内文を書き、1908年に自然史博物館所有のイギリスのキノコの絵を描いた、著作、"descriptive catalogue"を執筆した。
イギリスで初めてきのこ狩り（fungus foray）を指導した菌類学者で、1868年にウッドホープ・ナチュラリスト・クラブの野外活動に専門家として招かれた。その後24年間この行事は続けられた。スミスはこの行事をいろいろな雑誌に漫画入りで紹介した。クラブの名誉会員に選ばれ、彼の描いたキノコが刻まれた食器が贈られた。
1896年にイギリス菌類学会の創立メンバーとなり、1904年に会長に選ばれた。ロンドン・リンネ協会のフェローにも選ばれた。
菌類学者としての評価は、同時代の学者の研究が進むにつれて低下し、植物病理学に関する著作も無視され、スミスの著作はアメリカ合衆国の菌類学者、ロイド（Curtis Gates Lloyd）らからは酷評された。多くのスミスの記載した菌類の学名は新種とは認められずシノニムとなった"。
スミスの収集した標本はキューガーデンの菌類部門に保管されている。
Agaricus worthingtonii Fr.、Clitopilus smithii Massee、Geastrum smithii Lloyd　などの菌類の学名に献名されている。
先史時代の考古学にも興味を持ち、いくつかの発見も行った。

## スミスの博物画

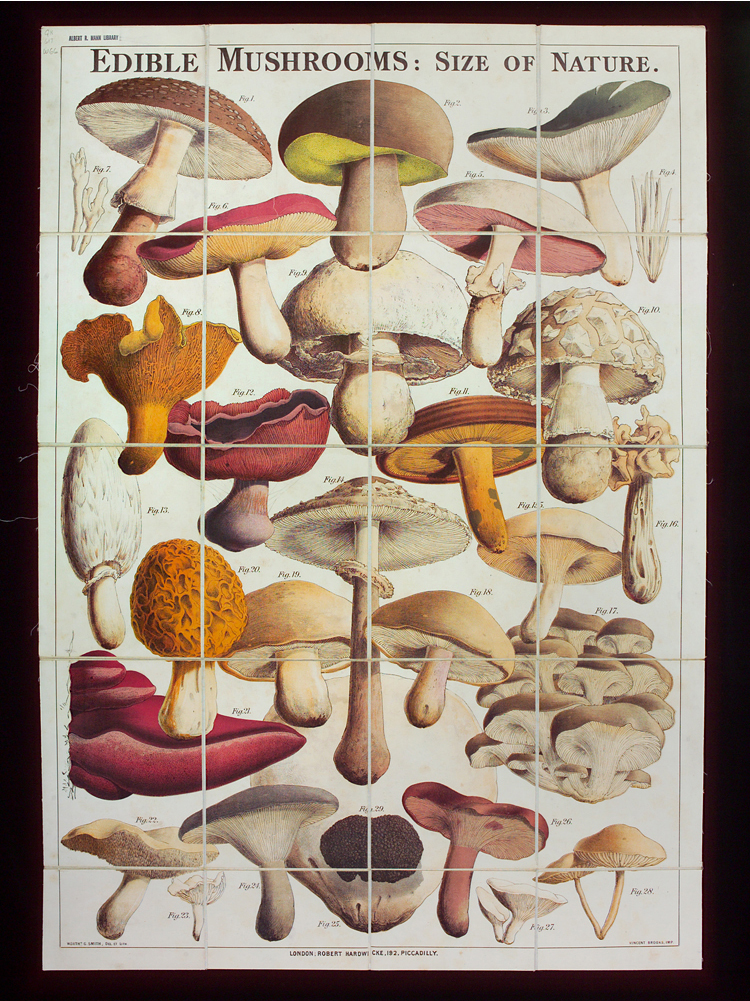
食用キノコ
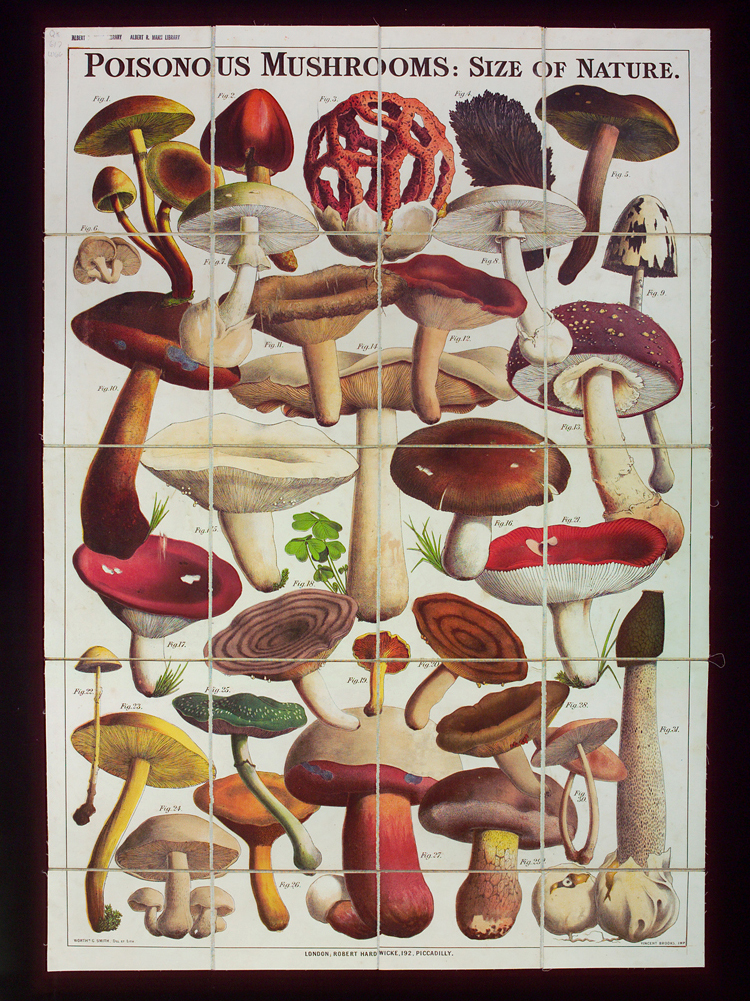
毒キノコ
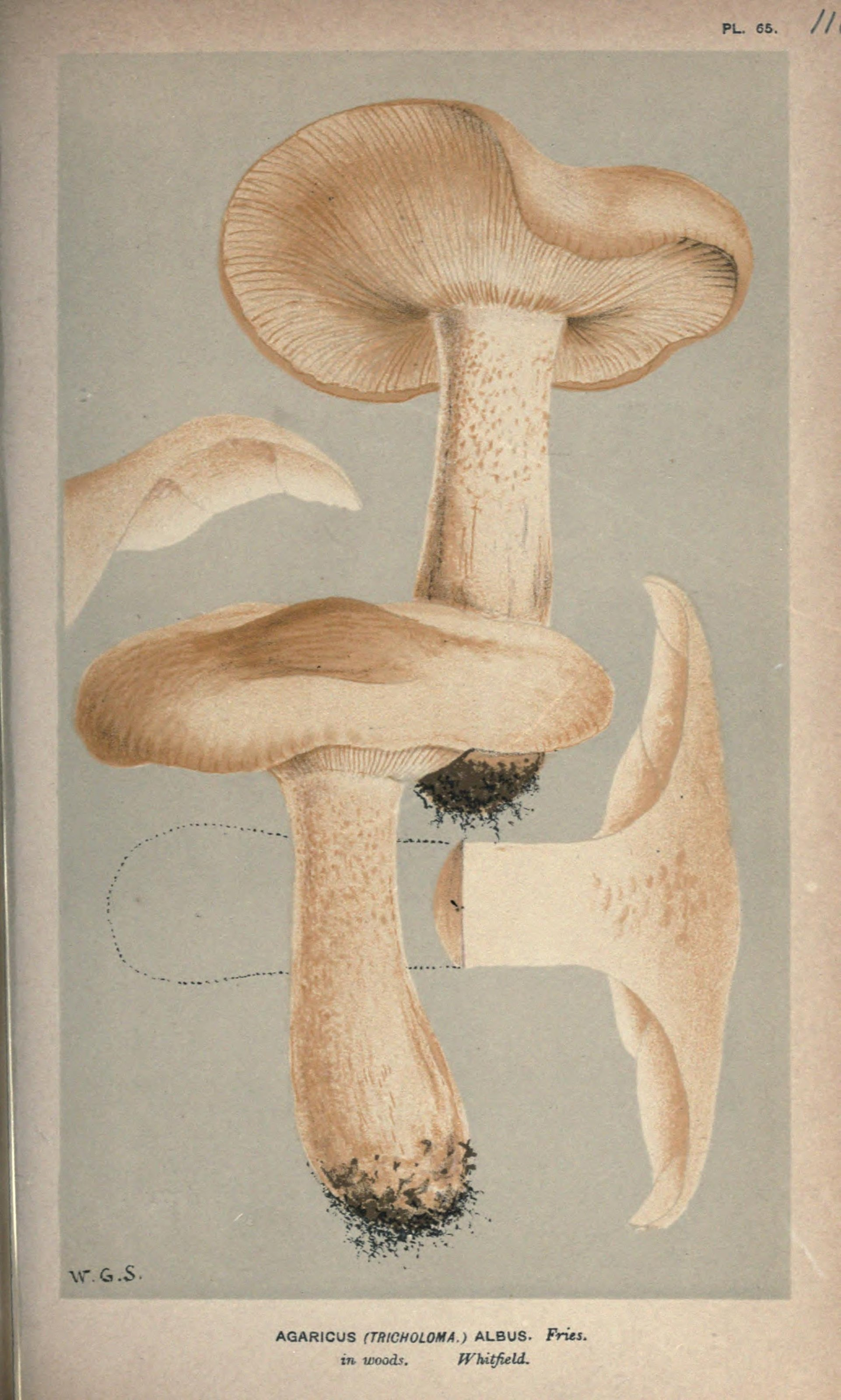
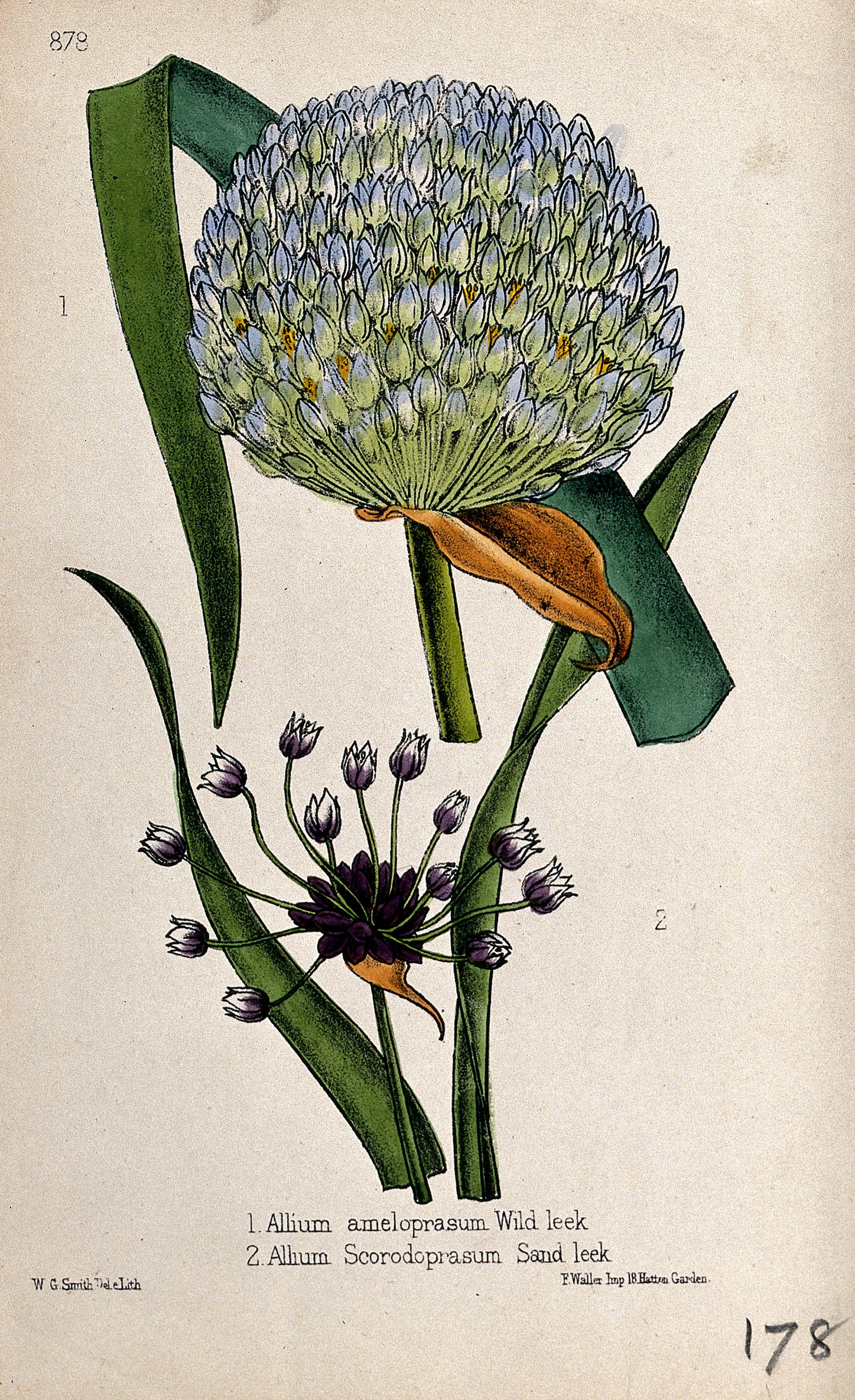
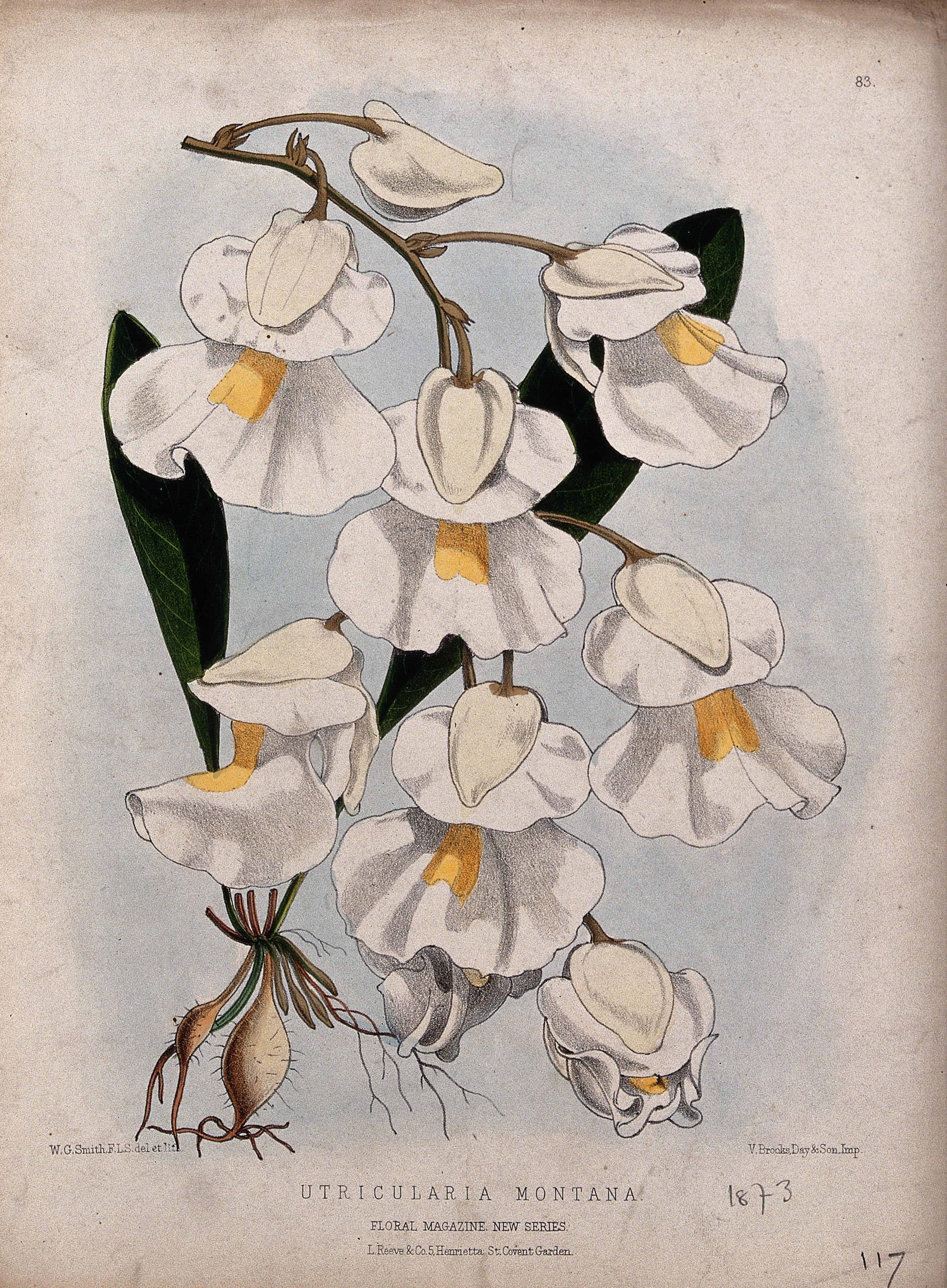

## 著作
- Mushrooms and Toadstools: How to distinguish easily the differences between the Edible and Poisonous Fungi (David Brogue, 1879).
- Diseases of field and garden crops. (Macmillan, 1884)
- Outlines of British fungology: Supplement. (Reeve, 1891)
- Man, the primeval savage; his haunts and relics from the hilltops of Bedfordshire to Blackwall. (E. Stanford, 1894)
- Guide to Sowerby's models of British fungi in the Department of Botany, British Museum (Natural History). (British Museum,1898)
- Dunstable: The downs and the district: A handbook for visitors. (The Homeland Association,1904)